# 香川県道・徳島県道3号志度山川線
香川県道・徳島県道3号志度山川線（かがわけんどう・とくしまけんどう3ごう しどやまかわせん）は、香川県さぬき市から徳島県吉野川市に至る県道（主要地方道）である。

## 概要
香川県さぬき市志度から讃岐山脈の女体山を超えて徳島県吉野川市山川町へと至る、県境越境県道である。
特に香川側においては国道377号の重複・分離区間まで、四国八十八箇所霊場巡りにおける、86番 志度寺から87番 長尾寺を経由して88番 大窪寺へと至る遍路道としての側面を強く有している。遍路道として見た場合、本道は巡礼の終盤を締めくくるための結願の道（けちがんのみち）としての側面があり、これによって同巡礼にとって本道は最重要参拝道路のひとつとして扱われる。そのため香川側の本道のロードサイドには巡礼者に向けた休憩所として利用できる四阿が散見される。
起点の志度寺交差点からさぬき市の志度地区、長尾地区の平野部を南進。前山ダムの辺りから山道となり、鴨部川に沿って急カーブが多くなる。多和駐在所前で国道377号と合流し東へ進む。約2.5 km程進んだところで国道377号と別れて県境に向かうが、この区間は整備がされておらず、一部の区間を除いて道はとても狭隘である。
阿波市内の通称「109峠」区間は未舗装であり、道幅も極めて狭いため自動車通行不能の看板が設置されている。これについては、吉野川市方面の場合、吉野川市川島地区にある道路事務所によって、「ここから4KM自動車通行不能」の表示がされている（平成29年徳島県道路現況調書によると、徳島県道区間のうち、自動車交通不能区間が0.614 km、砂利道区間が6.077 kmとある。）。同峠の区間の未舗装道路では路肩崩壊のため、実際に自動車での通行はほぼ不可能な状況にある。「109峠」の由来は、この峠を民生協力の形で切り開いた陸上自衛隊・第109施設大隊（のちに第8施設群となり、現在は第305施設隊となっている）に由来する。

### 路線データ
- 陸上距離：22.588 km（香川県道）、18.597 km（徳島県道[平成29年徳島県道路現況調書]、他に新道0.788 km）
- 起点：香川県さぬき市志度字寺町904番2地先（志度寺交差点、国道11号交点）[要出典]
- 終点：徳島県吉野川市山川町前川（瀬詰交差点、国道192号・国道193号交点）

## 歴史
- 1972年3月10日 - 香川県道・徳島県道104号菅谷阿波山川停車場線、香川県道・徳島県道3号志度脇線として認定。[要出典]
- 1976年10月5日 - 104号のほぼ全線（阿波山川駅付近を除く）と3号の一部区間を統合し、香川県道・徳島県道3号志度山川線となり現在に至る。[要出典]
- 1993年（平成5年）5月11日 - 建設省から、県道志度山川線が志度山川線として主要地方道に指定される[1]。

## 路線状況
さぬき市の造田宮西交差点から長尾名交差点までにかけては、都市計画道路新志度脇線の一部に指定されている。

### 重複区間
- 香川県道37号三木津田線（さぬき市造田宮西・造田宮西交差点 - 広瀬橋交差点）
- 香川県道279号三木寒川線（さぬき市長尾西・長尾西交差点 - さぬき市長尾西・塚原交差点）
- 国道377号（さぬき市多和助光西・多和駐在所前交差点 - さぬき市多和槇川）

### 道路施設

#### 橋梁
- 滝ケ原橋（滝ケ原川・香川県さぬき市）
- 広瀬橋（鴨部川・香川県さぬき市）
- 新塚原橋（鴨部川・香川県さぬき市）
- 瀬詰大橋（吉野川・徳島県阿波市）

#### 道の駅
- 道の駅ながお（香川県さぬき市）

## 地理

### 通過する自治体
- 香川県
  - さぬき市
  - 東かがわ市
- 徳島県
  - 阿波市
  - 吉野川市

### 交差する道路
香川県さぬき市

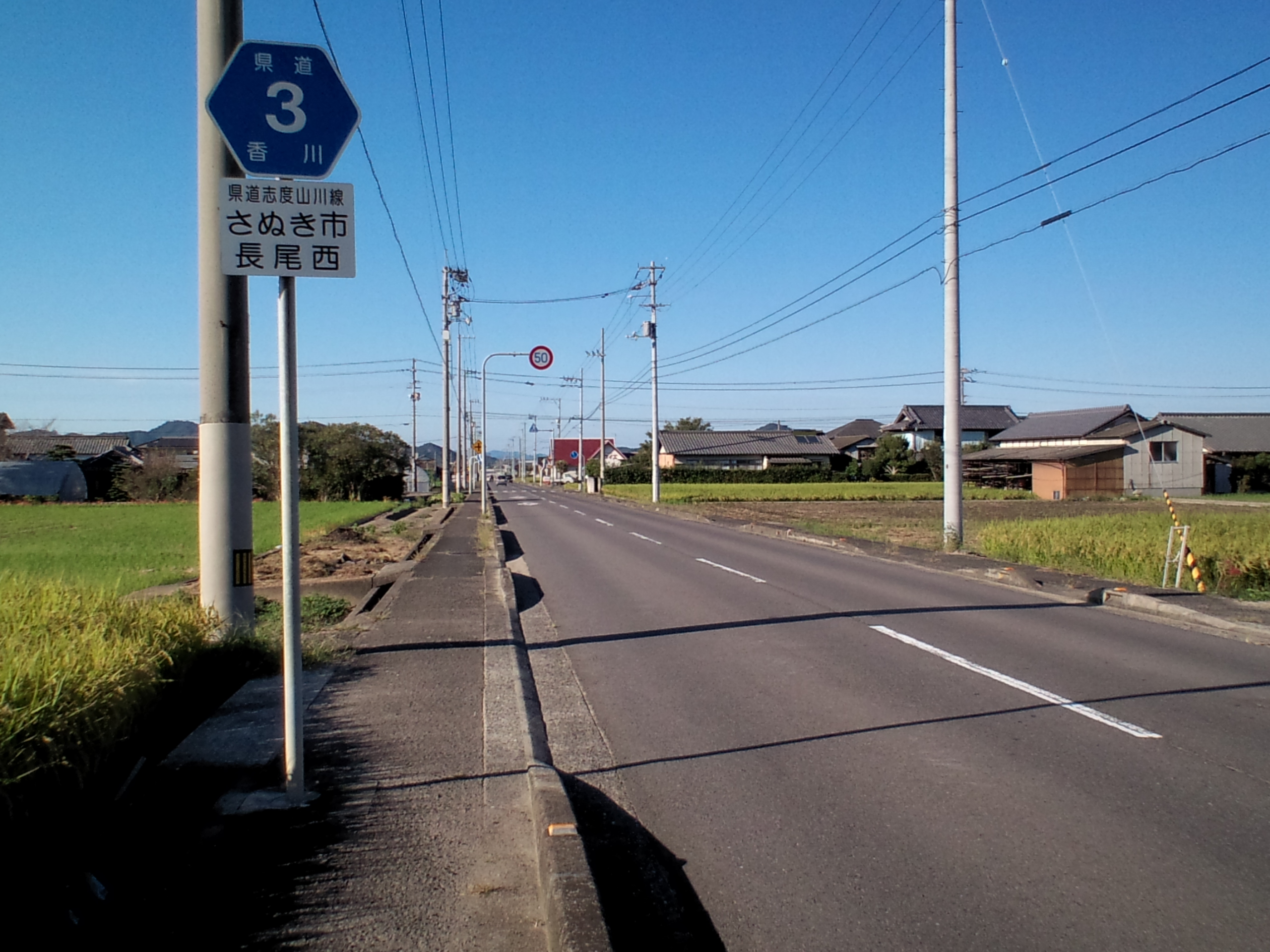
県道標識（香川県側）
（香川県さぬき市長尾西）

- 国道11号（さぬき市志度・志度寺交差点、起点）
- 香川県道272号高松志度線（さぬき市志度正面・正面橋交差点）
- 香川県道37号三木津田線（さぬき市造田宮西・造田宮西交差点）
- 香川県道37号三木津田線（さぬき市造田宮西・広瀬橋交差点）
- 香川県道10号高松長尾大内線（さぬき市長尾名・長尾中央交差点）
- 香川県道279号三木寒川線（さぬき市長尾名・長尾名交差点）
- 香川県道279号三木寒川線（さぬき市長尾西・塚原交差点）
- 東讃南部農道（さぬき市前山）
- 国道377号（さぬき市多和助光西・多和駐在所前交差点）
- 国道377号（さぬき市多和槇川）
- 香川県道105号多和脇線（さぬき市多和菅谷）

徳島県阿波市
- 徳島県道139号船戸切幡上板線（阿波市阿波町東柴生）
- 徳島県道12号鳴門池田線（阿波市阿波町元町）

徳島県吉野川市
- 徳島県道247号船戸山川線（吉野川市山川町三島）
- 国道192号・国道193号・徳島県道253号山川海南線（吉野川市山川町前川・瀬詰交差点）

### 沿線にある施設など
- 長行池（さぬき市志度）
- JR高徳線 オレンジタウン駅（さぬき市志度）
- 前山ダム・前山ダム湖・前山湖畔公園（さぬき市前山）
- 前山おへんろ交流サロン・道の駅ながお（さぬき市前山）
- 長尾公民館 多和分館 / さぬき市立図書館多和分室（さぬき市多和）
  - 天体望遠鏡博物館（さぬき市多和）
  - さぬき市役所多和出張所（さぬき市多和）
- 伊沢郵便局（阿波市阿波町北柴生）
- 徳島中央広域連合西消防署（吉野川市山川町三島）

### ギャラリー

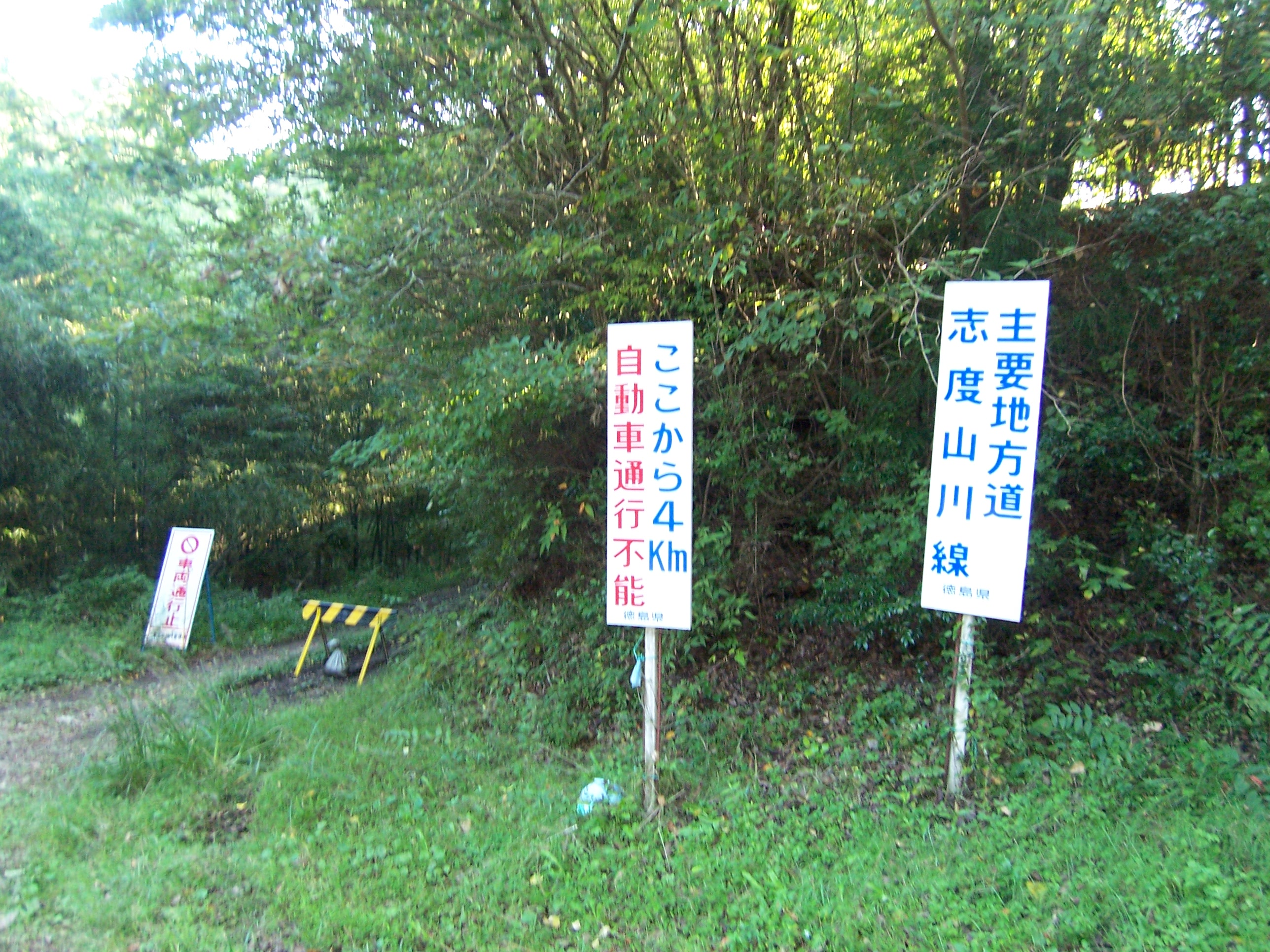
香川県側の未舗装区間起点（109峠ではなく、この地点付近が香川・徳島県境となっている）
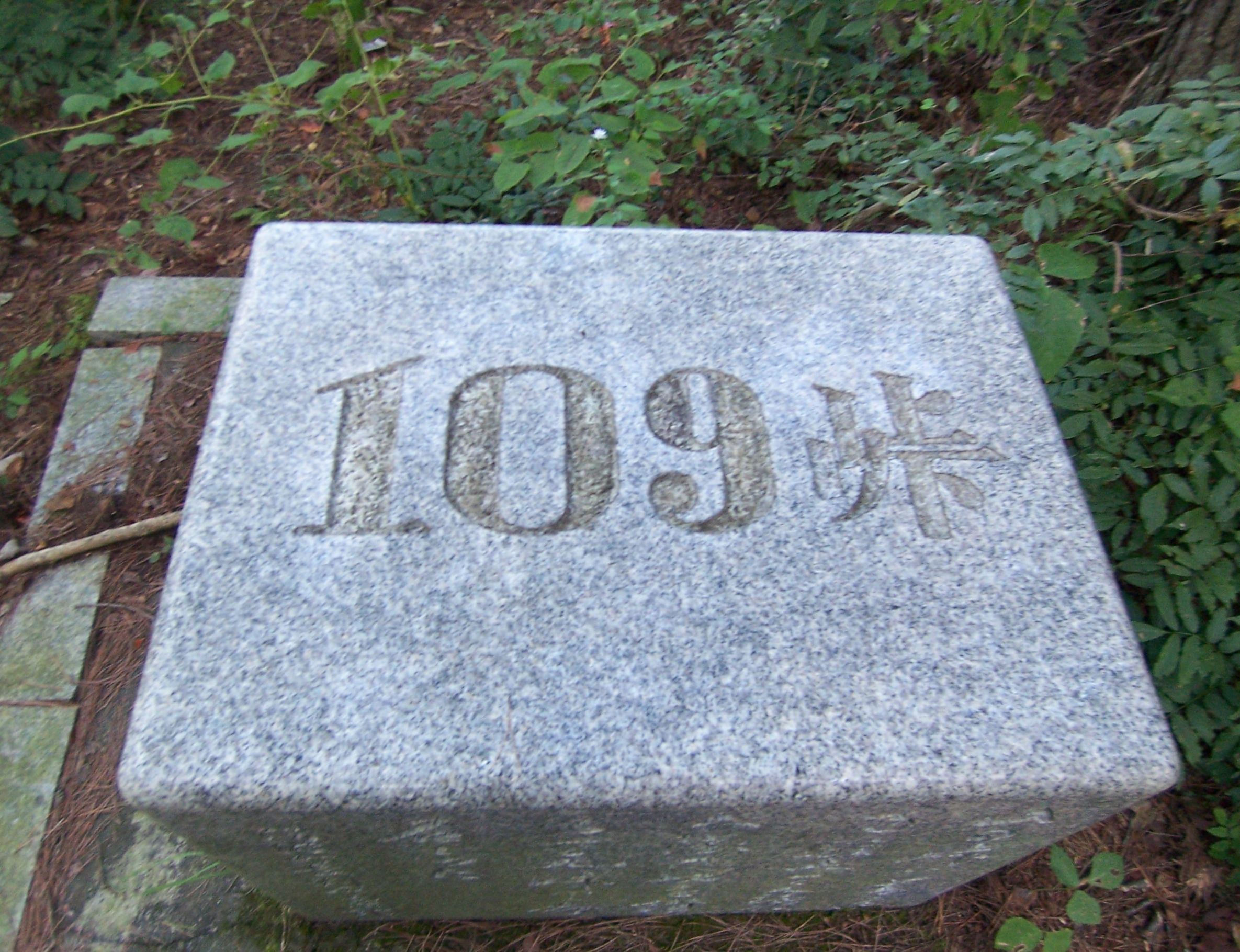
109峠の碑
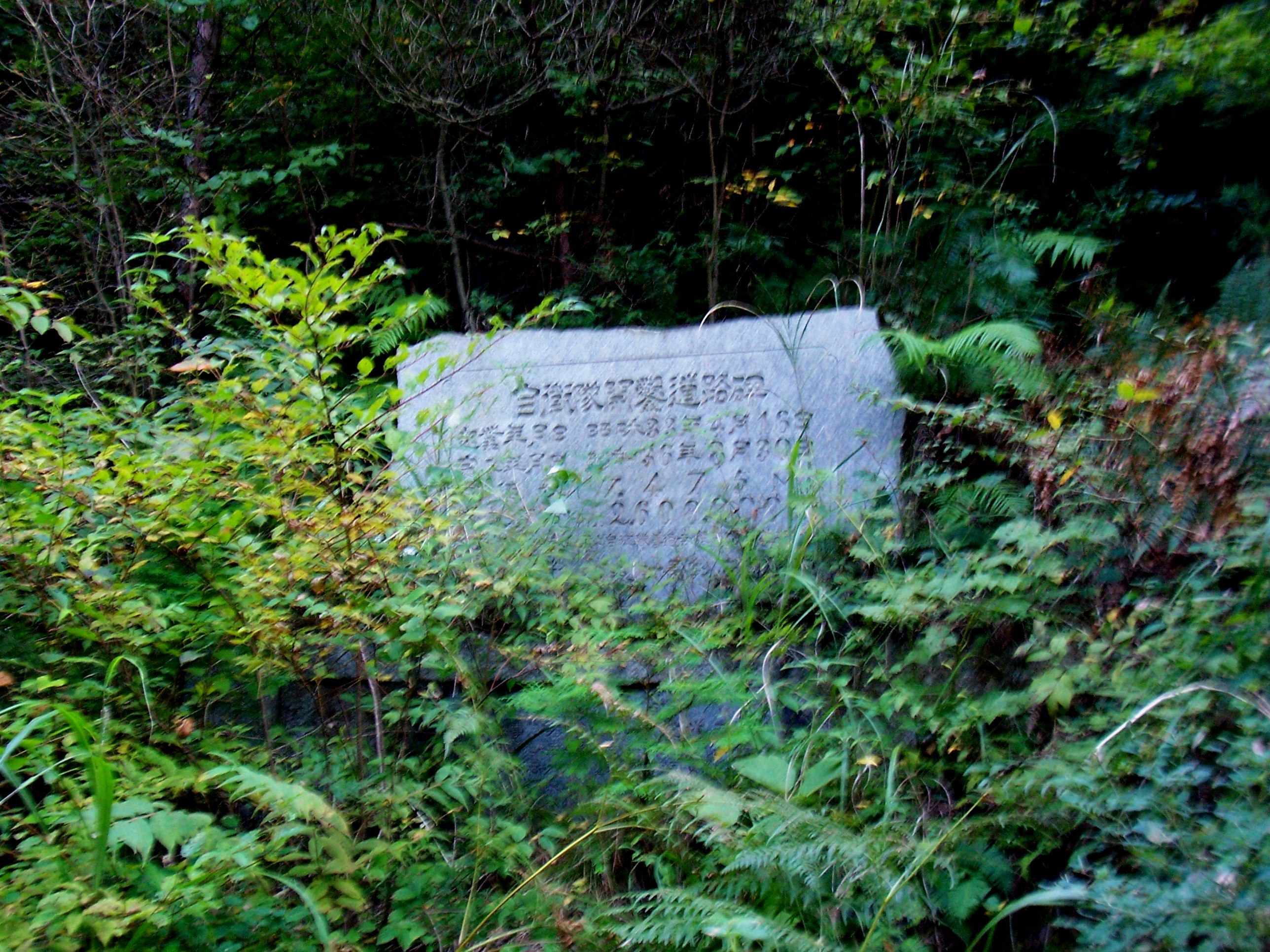
開通記念碑。峠の名は自衛隊の施設大隊109部隊がこの道を開削したことに由来する。
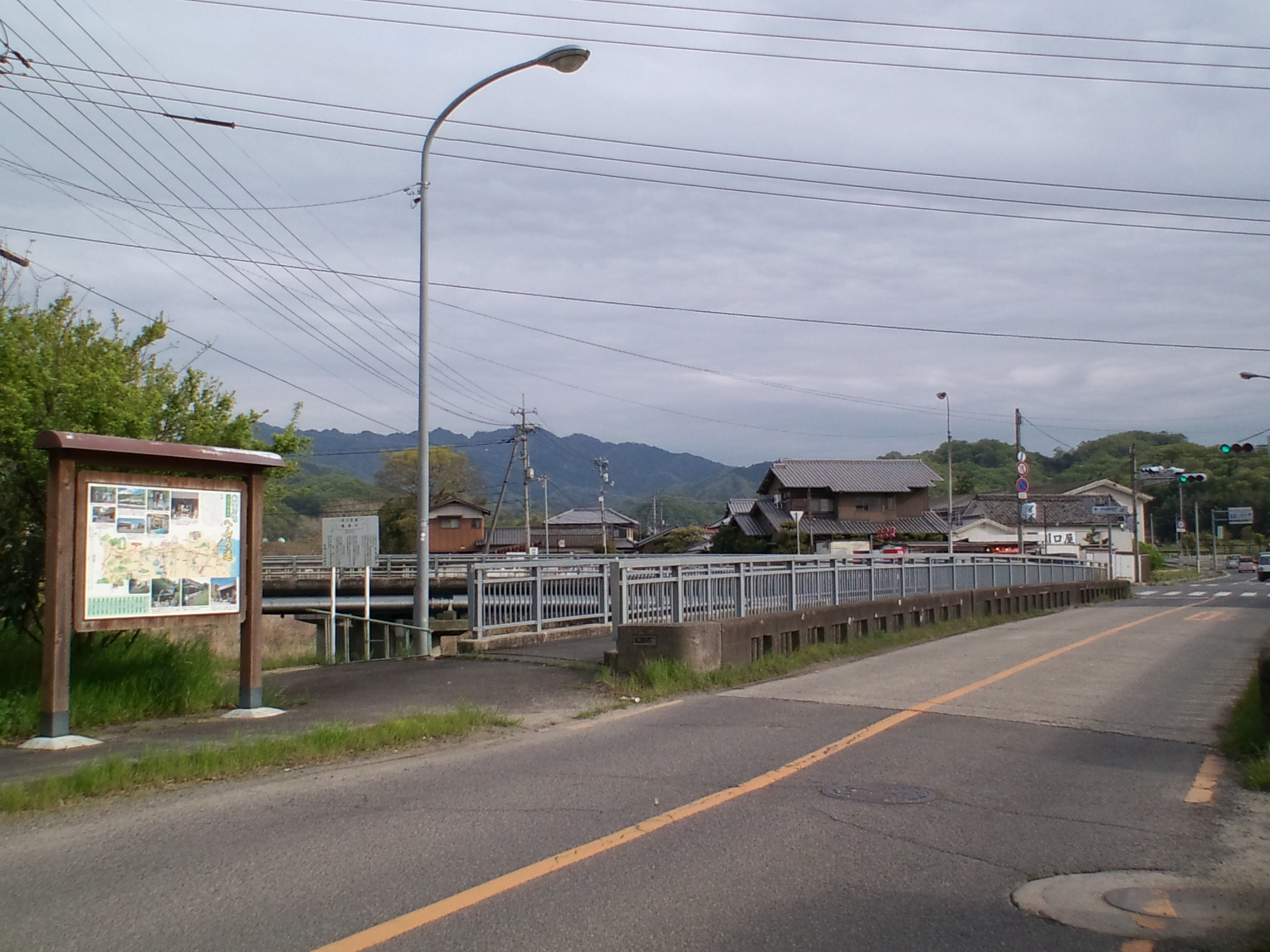
新塚原橋・塚原橋（塚原交差点）。奥側および写真左側が志度山川線。
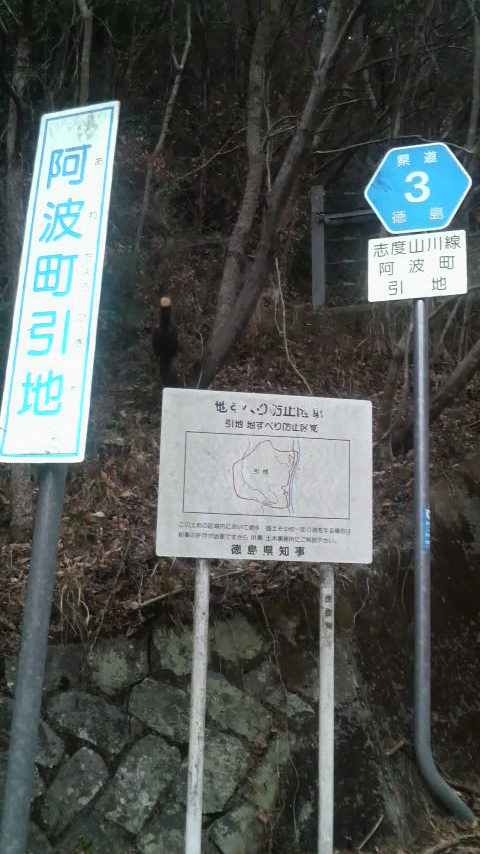
県道標識（徳島県側） （徳島県阿波市阿波町引地）